# Alabama (volk)
De Alabama vormden een kleine indianenstam in het huidige Alabama, hun taal behoorde tot de Muskogee-clan en was nauw verwant aan de Koasati; mogelijk waren het twee dialecten van dezelfde taal.

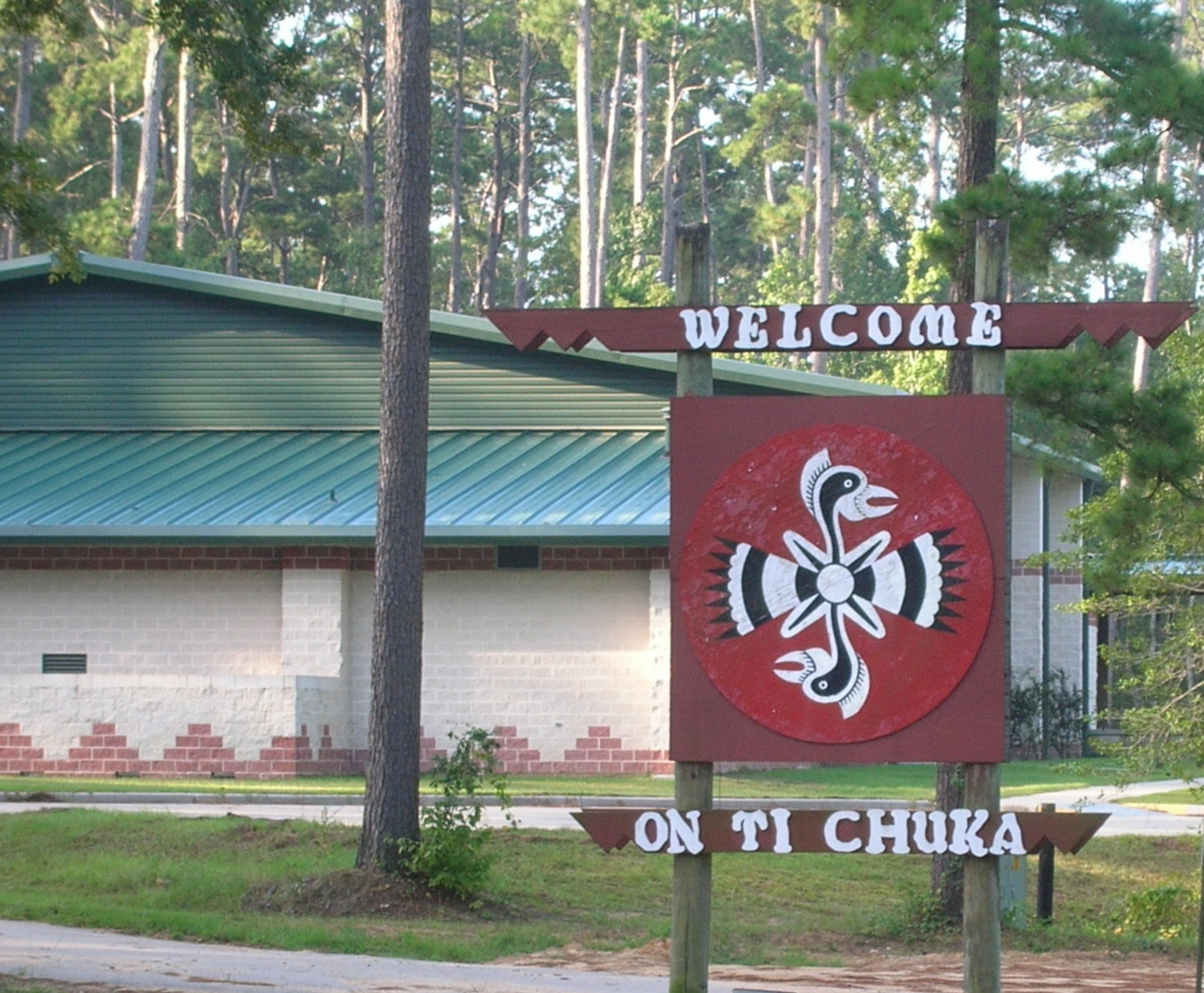
Welkombord in het Alabama-Coushatta reservaat

In 1704 waren er minder dan 1000 Alabama en na 1763 raakten ze verstrooid. Een aantal voegde zich bij de Seminolen en Creek, de meesten gingen met de Koasati naar Texas. Tegen 1910 waren er, afgezien van degenen onder de Creek, nog slechts 300 in leven.